# Estación de Amézola
Amézola (en euskera y oficialmente según Adif Ametzola) es una estación de ferrocarril subterránea situada en el barrio homónimo, en la ciudad española de Bilbao, comunidad autónoma del País Vasco. Cuenta con servicios regionales y de cercanías prestados por Renfe, tanto sobre ancho ibérico como sobre ancho métrico.

## Situación ferroviaria
La estación forma parte de los trazados de las siguientes líneas férreas:
- Línea férrea de ancho ibérico que une Bilbao con Santurce, punto kilométrico 1,4.[3]
- Línea férrea de ancho métrico Ferrol con Bilbao, punto kilométrico 647,7.[4]
- Línea férrea de ancho métrico que une León con Bilbao, punto kilométrico 1,529.[5] Conocido como Ferrocarril de la Robla, este dato toma Bilbao-Concordia como punto de partida.

Además, de esta estación parte el ramal de mercancías hacia Miribilla, la línea 726 de la RFIG, que crea así un bypass de la estación de terminal de Abando. 
Se encuentra a 32 metros de altitud.

## La estación
De la Variante Sur, una reorganización del entramado ferroviario de la ciudad de Bilbao, nació la nueva estación subterránea de Amézola, impulsada por la sociedad Bilbao Ría 2000. Fue inaugurada el 29 de mayo de 1998 integrando los servicios de RENFE y de FEVE en un mismo recinto dividido en varios niveles. El soterramiento de las vías y el cierre de la antigua estación de mercancías de Amézola derivaron en una gran transformación urbanística de la zona con nuevas viviendas, viales y zonas verdes. 
El acceso a la estación se realiza desde un singular edificio de vidrio y acero situado en la calle Gordóniz. De ahí diversos ascensores y escaleras mecánicas llevan hasta los andenes de la estación. Desde la entrada del puente de Gordóniz, el primer nivel da acceso a las vías de ancho métrico (C4, R3f, R3b y R4f), mientras que el nivel inferior a la derecha da acceso a las vías de ancho ibérico (C1 y C2). Aun estando todas las cercanías en el mismo núcleo tarifario,  existen canceladoras entre los andenes del métrico y del ibérico.

## Servicios ferroviarios

### Regionales
Los trenes regionales que realizan el recorrido Santander - Bilbao (línea R-3f) y Bilbao - Léon (línea R-4f) tienen parada en la estación. En las estaciones en cursiva, la parada es discrecional, es decir, el tren se detiene si hay viajeros a bordo que quieran bajar o viajeros en la parada que manifiesten de forma inequívoca que quieren subir. Este sistema permite agilizar los tiempos de trayecto reduciendo paradas innecesarias. La relación León-Bilbao es de un tren diario por sentido, mientras que la relación Santander-Bilbao es de tres trenes diarios por sentido.
Las conexiones ferroviarias entre Amézola y León, para los trayectos regionales, se efectúan exclusivamente con composiciones diésel de la serie 2700
| Línea | Origen/Destino   | Paradas intermedias | Destino/Origen   |
| --- | ---------------- | --- | ---------------- |
| | Santander        | Valdecilla-La Marga · Nueva Montaña · Valle Real · Maliaño-La Vidriera · Astillero · La Cantábrica* · San Salvador* · Heras · Orejo · Puente Agüero · Villaverde de Pontones · Hoz de Anero · Beranga · Gama · Cicero · Treto · Limpias · Marrón · Udalla · Gibaja · Carranza · Villaverde Trucios · Arcentales ·Traslaviña · Mimetiz · Aranguren · Sodupe · Zaramillo · Iráuregui · Zorroza-Zorrozgoiti · Basurto Hospital · Amézola | Bilbao Concordia |
| | Bilbao Concordia | Amézola · Basurto Hospital · Zorroza-Zorrozgoiti · Iráuregui · Zaramillo · Sodupe · Aranguren · Aranguren-Apeadero · Zalla · Valmaseda · Arla-Berrón · Ungo-Nava · Mercadillo-Villasana · Cadagua · Bercedo-Montija · Quintana · Espinosa de los Monteros · Redondo · Sotoscueva · Pedrosa · Dosante Cidad · Robredo Ahedo · Soncillo · Cabañas de Virtus · Arija · Llano · Las Rozas de Valdearroyo · Montes Claros · Los Carabeos · Mataporquera · Cillamayor · Salinas de Pisuerga · Vado-Cervera · Castrejón de la Peña · Villaverde-Tarilonte · Santibáñez de la Peña · Guardo-Apeadero · Guardo · La Espina · Valcuende · Puente Almuhey · Cerezal de la Guzpeña · Prado de la Guzpeña · La Llama de la Guzpeña · Valle de las Casas · Sorriba · Cistierna · La Ercina · Boñar · La Vecilla · Matallana · San Feliz · Asunción/Universidad · Ventas/San Mamés | León-Matallana   |
| * En los apeaderos de La Cantábrica y San Salvador sólo efectúan parada los servicios de la línea R3a Santander - Marrón. |                  | |                  |

### Cercanías
Los trenes de las líneas C-1, C-2 y C-4 de la red de Renfe Cercanías en Bilbao tienen parada en la estación. Además, los trenes de la línea de cercanías de R-3b, entre Bilbao y Carranza, también se detienen en Amézola.
| procedencia/destino | < estación       | Línea    | estación >       | destino/procedencia |
| ------------------- | ---------------- | -------- | ---------------- | ------------------- |
| Bilbao Abando       | Zabalburu        |          | Autonomía        | Santurce            |
| Bilbao Abando       | Zabalburu        | Musques  | Autonomía        |                     |
| Bilbao Concordia    | Bilbao Concordia |          | Basurto Hospital | La Calzada          |
| Bilbao Concordia    | Bilbao Concordia | Carranza | Basurto Hospital |                     |